# Bernt Carlsson
Bernt Wilmar Carlsson (Estocolmo, 21 de noviembre de 1938-Lockerbie, 21 de diciembre de 1988) fue un diplomático sueco que sirvió como Secretario General Adjunto de las Naciones Unidas y como el Comisionado de las Naciones Unidas para Namibia desde julio de 1987 hasta su muerte. Falleció en el atentado de Lockerbie, Reino Unido, en el que explotó el avión del vuelo 103 de Pan Am el 21 de diciembre de 1988.

## Primeros años
Desde joven Carlsson se involucró en la política y diplomacia. Entre los cargos que ocupó se cuentan:
- Asistente al ministro de comercio sueco (1967).
- Secretario Internacional del Partido Social Demócrata sueco (1970). Conjuntamente, Olof Palme le nombró asesor especial.
- Secretario General de la Internacional Socialista (sede en Londres) (1976).
- Emisario especial del primer ministro sueco para el Medio Oriente y África (1983).
- Jefe de Asuntos Nórdicos en el Ministerio de Relaciones Exteriores de Suecia (1985).

## Comisionado de la ONU para Namibia
En 1987 Carlsson recibió lo que sería su último nombramiento. Fue nombrado por las Naciones Unidas (ONU) Comisionado Especial para Namibia. Era el comisionado No7 en ese cargo. Le tocó adelantar las negociaciones de paz entre todos los participantes en el conflicto bélico de África del Sudoeste. Carlsson participó representando a la ONU en las negociaciones lideradas por Chester A. Crocker (mediador de los Estados Unidos) en 1988, velando por el cumplimiento de la resolución No 435 del Consejo de Seguridad.
Para diciembre de ese año las negociaciones habían concluido y se habían fijado el día 22 de diciembre de 1988 para la firma por parte de los representantes de Angola, Cuba, Sudáfrica y SWAPO, de los acuerdos finales en Nueva York en donde se declararía la independencia de Namibia.

## Muerte
Carlsson, quien estaba en Bruselas, inicialmente había planeado tomar un vuelo directo. Sin embargo, cambió de planes para parar en Londres con el fin de asistir a unas reuniones antes de seguir a Nueva York. Este cambio de planes le llevó a tomar el vuelo 103 de Pan Am del 21 de diciembre de 1988, convirtiéndose así en una de las 270 víctimas del atentado de Lockerbie.
Algunas teorías señalan que Carlsson era el objetivo principal del atentado, y que éste no fue perpetrado por agentes libios como hasta ahora se ha dicho, sino por agentes sudafricanos. De interés en este sentido son los hechos confirmados de que los miembros de la delegación sudafricana que asistía a la firma de los acuerdos en Nueva York debía tomar este vuelo; sin embargo, una vez que llegaron a Londres ese mismo día procedentes de Johannesburgo, los que pudieron tomaron un vuelo más temprano, y los que no, cambiaron sus planes y regresaron a Johannesburgo. Adicionalmente, durante las investigaciones oficiales de seguridad de Pan Am confirmaron que ese día miembros de las fuerzas armadas de Sudáfrica, ilegalmente lograron evadir los controles de seguridad del aeropuerto de Heathrow y cambiar algunas maletas (haciendo que éstas viajaran en distintos vuelos que los de sus pasajeros correspondientes).
Añadiendo peso a sus argumentos buscando una conexión entre el gobierno de Sudáfrica y la muerte de Carlsson, aquellos que exploran esta teoría citan la investigación del accidente del avión donde viajaba Samora Machel, presidente de Mozambique, la cual en su reporte final no logró esclarecer dudas sobre el posible rol de Sudáfrica, así como los alegatos de que en los días siguientes al accidente, tanto la residencia como la oficina en la ONU de Carlsson que habían sido selladas y clausuradas por personal de la ONU, fueron asaltadas.

## Homenajes
Exactamente un año después de la muerte de Carlsson, el 21 de diciembre de 1989, Glenys Kinnock estableció en su memoria la ONG One World Action. 